# Bonal del Arroyo de Valdelamadera
La microrreserva del Bonal del Arroyo de Valdelamadera es un espacio natural español ubicado en la provincia de Ciudad Real.

## Ubicación y estatus
El del Arroyo de Valdelamadera es uno de los bonales conocidos en la comarca Montes Norte de Ciudad Real, en la comunidad autónoma de Castilla-La Mancha. Se ubica en el término municipal de Piedrabuena. El espacio tiene una superficie de 22,32 ha.
El lugar fue declarado como microrreserva el 3 de septiembre de 2002, mediante un decreto publicado el día 25 de ese mismo mes en el Diario Oficial de Castilla-La Mancha, con la rúbrica del presidente de la comunidad autónoma, José Bono, y del consejero de Agricultura y Medio Ambiente, Alejandro Alonso Núñez.

## Flora y fauna
Este bonal está situado en la llanura de inundación de un arroyo serrano de aguas casi permanentes, y se intercala entre la vegetación del monte y las saucedas ribereñas a modo de faja alargada. Los mirtales encuentran sitio junto a los nacederos, mientras que los pajonales se alejan algo más de los arroyos y llevan en su seno junquillos (Narcissus hispanicus), aulagas rateras (Genista anglica) y rodales de escobillas (Erica tetralix). Se establecen también densos juncales de Juncus acutiflorus y en las aguas superficiales de circulación lenta extienden alfombras de hojas flotantes ejemplares de Potamogeton polygonifolius, acompañados de Hypericum elodes. En el bonal se pueden encontrar numerosos microhábitats que tienen consideración de hábitat de protección especial, como es el caso de los brezales higrófilos de Erica tetralix y los pajonales de Molinia caerulea.
En lo relativo a la fauna, durante los periodos secos acuden muchas especies al lugar para beber, comer y refrescarse o, incluso, para reproducirse. Entre las últimas se encuentra el tritón ibérico (Triturus boscai).